# Hapmap
Международный проект HapMap (произносится «ХэпМэп»; англ. HapMap [hæp.mæp], сокращение от англ. Haplotype Map — «карта гаплотипа») — организация, деятельность которой была направлена на разработку карты гаплотипа генома человека и описание общих закономерностей наследственной генетической изменчивости человеческой популяции. Полученная HapMap информация используется для поиска генетических вариантов, влияющих на физиологические показатели организма человека и определяющих здоровье, заболевания и реакции на лекарственные препараты и факторы окружающей среды. Эта информация находится в свободном доступе для исследовательских целей.
Международный проект HapMap — сотрудничество между исследователями в академических центрах, некоммерческих биомедицинских исследовательских группах и частных компаниях из Канады, Китая, Японии, Нигерии, Великобритании и США. Он был официально запущен на научном семинаре, организованном Френсисом Коллинзом в Колд Спринг Харборе, 27 — 29 октября 2002. Проект был осуществлен в три этапа/фазы. Данные, полученные в ходе первого этапа были опубликованы 27 октября 2005 года, второго — в октябре 2007, третьего — весной 2009.

## История
В отличие от редких менделевских болезней, комбинации различных генов и окружающей среды играют роль в развитии и прогрессировании распространенных заболеваний (таких как диабет, рак, болезнь сердца, инсульт, депрессия и астма), или в индивидуальной реакции на фармакологических агентов. Чтобы найти наследственные факторы, связанные с этими заболеваниями, можно было бы в принципе получить полную генетическую последовательность нескольких человек, некоторых с болезнью и некоторыми без, и затем искать различия между двумя наборами геномов. В то время, этот подход не был выполним из-за стоимости полного упорядочивания генома. Проект HapMap предложил короткий путь.
Хотя двух любых неродственных между собой людей разделяют приблизительно 99.5% от их последовательности ДНК, их геномы отличаются в определенных местоположениях нуклеотидов. Такие участки известны как одиночные нуклеотидные полиморфизмы (ОНП), и каждую из возможных получающихся генных форм называют аллель. Проект HapMap сосредотачивается только на общих полиморфизмах, где каждая аллель встречается по меньшей мере, у 1% населения.
У каждого человека есть две копии всех хромосом, кроме половых хромосом у мужчин. Для каждого ОНП, сочетание аллелей у человека называется генотипом. Генотипирование относится к раскрытию того, что генотип у человека есть на конкретном участке. Проект HapMap выбрал образцы 269 особей и отобрал несколько миллионов четко определенных ОНП, и опубликовал результаты генотипирование индивидов для этих ОНП.
Аллели близлежащих ОНП на одной хромосоме коррелируются. А именно, если аллель одной ОНП для данного индивидуума известна, то аллели соседних ОНП тоже можно спрогнозировать. Это вызвано тем, что каждая ОНП возникла в эволюционной истории как единственная точечная мутация и затем передавалась на хромосоме, окруженной другими, более ранними, точечными мутациями. ОНП, которые разделены большим расстоянием на хромосоме, как правило, не очень хорошо коррелируются, поэтому рекомбинация происходит в каждом поколении и смешивает последовательности аллели этих двух хромосом. Последовательность соседних аллелей на конкретной хромосоме называется гаплотип.
Чтобы найти генетические факторы, связанные с той или иной болезни, можно поступить следующим образом. Сначала идентифицируется определенная область интереса в геноме, по возможности от более ранних исследований наследственности. В этой области каждый определяет местонахождение ряда признака ОНП от данных HapMap; это ОНП, которые очень хорошо коррелированы со всеми другими ОНП в регионе. Таким образом изучая аллели признака ОНП в человеке, с высокой вероятностью можно будет определить гаплотип особи. Далее, едино определяет генотип этих признаков ОНП в группе лиц с этим заболеванием, и в группе здоровых людей. Сравнивая эти две группы, каждый определяет вероятные местоположения и гаплотипы, которые вовлечены в болезнь.

## Используемые образцы
Гаплотипы, как правило, распределяются между популяциями, но их частота может сильно отличаться. Для включения в HapMap были выбраны четыре группы населения: 30 взрослых-и-оба-родителя Йоруба из Ибадана, Нигерия (YRI), 30 резидентных троек жителей штата Юты североевропейского и западноевропейского происхождения (CEU), 44 несвязанных между собой японцев из Токио, Япония (JPT) и 45 неродственных между  собой китайцев из Пекина, Китай (CHB). Несмотря на то, что гаплотипы, выявленные от этих групп людей, могут быть использованы для изучения множества других групп населения, дополнительные исследования в настоящее время изучают вопрос о целесообразности включения дополнительных групп населения в проект.
Все образцы были собраны рамках процесса вовлечения сообществ с соответствующим информированным согласием. Процесс вовлеченности сообщества был разработан, чтобы определить и попытаться ответить на культурные конкретные проблемы и дать участвующим сообществам внести свой вклад в согласованное информирование и процесс сбора образцов.
В третьей фазе были собраны 11 глобальных родословных групп: ASW (люди африканского происхождения с юго-запада США); CEU (жители Юты с североевропейской и западноевропейской родословной из коллекции CEPH); CHB (ханьцы в Пекине, Китай); CHD (китайцы из Денвера, штат Колорадо); GIH (гуджаратцы в Хьюстоне, Техас); JPT (японцы в Токио, Япония); LWK этническая группа Лухья в Вебуйе, Кения); MEX (мексиканцы в Лос-Анджелесе, Калифорния); MKK (масаи в Кеньява, Кения); TSI (тосканцы в Италии); YRI (йорубе в Ибадане, Нигерия).
Три объединенных группы были также созданы, для лучшей идентификации ОНП в группах за пределами девяти однородных образцов: CEU+TSI (Объединенная группа жителей Юты с североевропейской и западноевропейской родословной из коллекции CEPH и иосканцев в Италии); JPT+CHB (Объединенная группа японского языка в Токио, Япония и ханьцах в Пекине, Китай) и JPT+CHB+CHD (Объединенная панель японцев в Токио, Япония, ханьцах в Пекине, Китай и китайцев в Денвере, штат Колорадо). CEU+TSI, например, является лучшей моделью британских физических лиц, чем только один CEU.

## Научная стратегия
Для Первой Фазы, один общий ОНП был генотипирован каждые 5000 баз. В целом, было генотипировано более одного миллиона ОНП. Генотипирование проводилось в 10 центрах с использованием пяти различных технологий. Качество генотипирования оценивали при помощи двойных или связанных образцов и при наличии периодических проверок качества, где центры имели доступ к единым наборам генотипа ОНП.
Канадская команда под руководством Томасом Дж. Хадсона в Университете Макгилла в Монреале сосредоточила на хромосомах 2 и 4 пункта. Китайская команда во главе с Хуэнминг Янгом с центрами в Пекине, Шанхае и Гонконге занималась хромосомами 3, 8 и 21 пунктов. Японская команда, возглавляемая Юсуке Накамурой в Токийском университете изучала хромосомы 5, 11, 14, 15, 16, 17 и 19. Британская команда руководимая Дэвидом Р. Бентли в Институте Сенгера и сосредоточилась на хромосомах 1, 6, 10, 13 и 20. Были также четыре центра генотипирования в Соединенных Штатах: команда во главе с Марком Че и Арнольдом Олифэнтом в Illumina Inc. в Сан-Диего (изучала хромосомы 8q, 9, 18q, 22 и X), команда во главе с Давидом Альтшулером в Кэмбриджском Институте, США (хромосомы 4q, 7q, 18 пунктов, Y и митохондрия), команда во главе с Ричардом А. Гиббс в Медицинском колледже Бэйлора в Хьюстоне (хромосома 12), и команда во главе с Пюи-Янь Квоком в Калифорнийском университете, Сан-Франциско (хромосома 7 пункта).
Для того, чтобы получить достаточное количество ОНП для создания Карты, Консорциум должен был финансировать большое повторное секвенирование проекта, чтобы обработать миллионы дополнительных ОНП. Они были представлены общественности базой данных dbSNP. В результате в августе 2006, база данных включала больше чем десять миллионов ОНП, и более чем 40% из них, как было известно, являлись полиморфными. Для сравнения, в начале проекта, было выявлено менее 3 миллионов полиморфизмов и не более 10% из них полиморфными.
Во время второй фазы, больше чем два миллиона дополнительных ОНП были генотипированы компанией Perlegen Sciences и 500,000 компанией Affymetrix

## Доступ к данным
Все данные, сгенерированные в рамках проекта, включая частоты ОНП, генотипы и гаплотипы, были размещены в свободном доступе и доступны для скачивания. Этот веб-сайт также содержит браузер генома, который позволяет найти ОНП в любой интересующей области, их частоты аллели и их связь с близлежащих ОНП. Также предоставляется  инструмент, который может определить тег ОНП для данной интересующей области. К этим данным можно также непосредственно получить доступ из широко используемой программы Haploview.

## Критика
Утверждалось[кем?], что проект HapMap широко представил сам себя в ложном свете как инструмент для выявления возбудителей распространенных заболеваний в попытке сохранить свое финансирование. Увеличивающиеся   доказательства свидетельствуют о том, что данные HapMap гораздо более полезны для изучения структуры популяций, чем для его предполагаемой цели - контроля за структурой населения при исследованиях генома.

## Публикации
- International HapMap Consortium. (2003) The International HapMap Project. Nature 426(6968):789-96.
- International HapMap Consortium. (2004) Integrating ethics and science in the International HapMap Project. Nat Rev Genet. 5(6):467-75.
- International HapMap Consortium. (2005) A haplotype map of the human genome. Nature 437(7063):1299-320.
- International HapMap Consortium. (2007) A second generation human haplotype map of over 3.1 million SNPs. Nature 449(7164):851-861.
- International HapMap Consortium. (2010) Integrating common and rare genetic variation in diverse human populations. Nature 467(7311):52-58.
- Deloukas P, Bentley D. (2004) The HapMap project and its application to genetic studies of drug response. Pharmacogenomics J. 4(2):88-90.
- Secko, David Phase I of the HapMap Complete The Scientist (October, 2005)
- Thorisson GA, Smith AV, Krishnan L, Stein LD. (2005) The International HapMap Project Web site. Genome Res. 15(11):1592-3.
- Terwilliger JD and Hiekkalinna T (2006). An utter refutation of the 'Fundamental Theorem of the HapMap' European Journal of Human Genetics 14, 426–437

## Внешние ссылки
- International HapMap Project (HapMap Homepage) Архивная копия от 16 апреля 2014 на Wayback Machine

- National Human Genome Research Institute (NHGRI) HapMap Page
- Browsing HapMap Data Using the Genome Browser
- The Mexican Genome Diversity Project